# Héctor Coto
Héctor Coto Hidalgo (Cartago; 22 de marzo de 1945-1 de agosto de 2021) fue un futbolista costarricense que se desempeñaba como delantero.

## Trayectoria
Era apodado "macho" y debutó con el equipo de su ciudad natal, el Cartaginés, en la Primera División de Costa Rica el 2 de junio de 1963, en una derrota de 2-0 ante Herediano. Antes había ganado el Torneo de Copa y el 13 de octubre del mismo año, anotó su primer gol, siendo una victoria de 2-1 contra Alajuelense.
En la Primera División de su país, sumó 59 goles en 212 partidos. Su último partido fue el 16 de diciembre y su último gol fue el 7 de octubre de 1973.

## Selección nacional
Jugó tres partidos con la selección de Costa Rica. Fue parte del plantel campeón del Campeonato de Naciones de la Concacaf de El Salvador 1963, pero no estuvo en ningún juego.

### Participaciones en Campeonatos Concacaf
| Copa                                          | Sede        | Resultado | Part. | Goles |
| --------------------------------------------- | ----------- | --------- | ----- | ----- |
| Campeonato de Naciones de la Concacaf de 1963 | El Salvador | Campeón   | 0     | 0     |

## Palmarés

### Títulos nacionales
| Título              | Equipo     | País       | Año  |
| ------------------- | ---------- | ---------- | ---- |
| Copa Gastón Michaud | Cartaginés | Costa Rica | 1963 |

### Títulos internacionales
| Título                                | Equipo     | Sede        | Año  |
| ------------------------------------- | ---------- | ----------- | ---- |
| Campeonato de Naciones de la Concacaf | Costa Rica | El Salvador | 1963 |